# Гіп-гіп, ура!

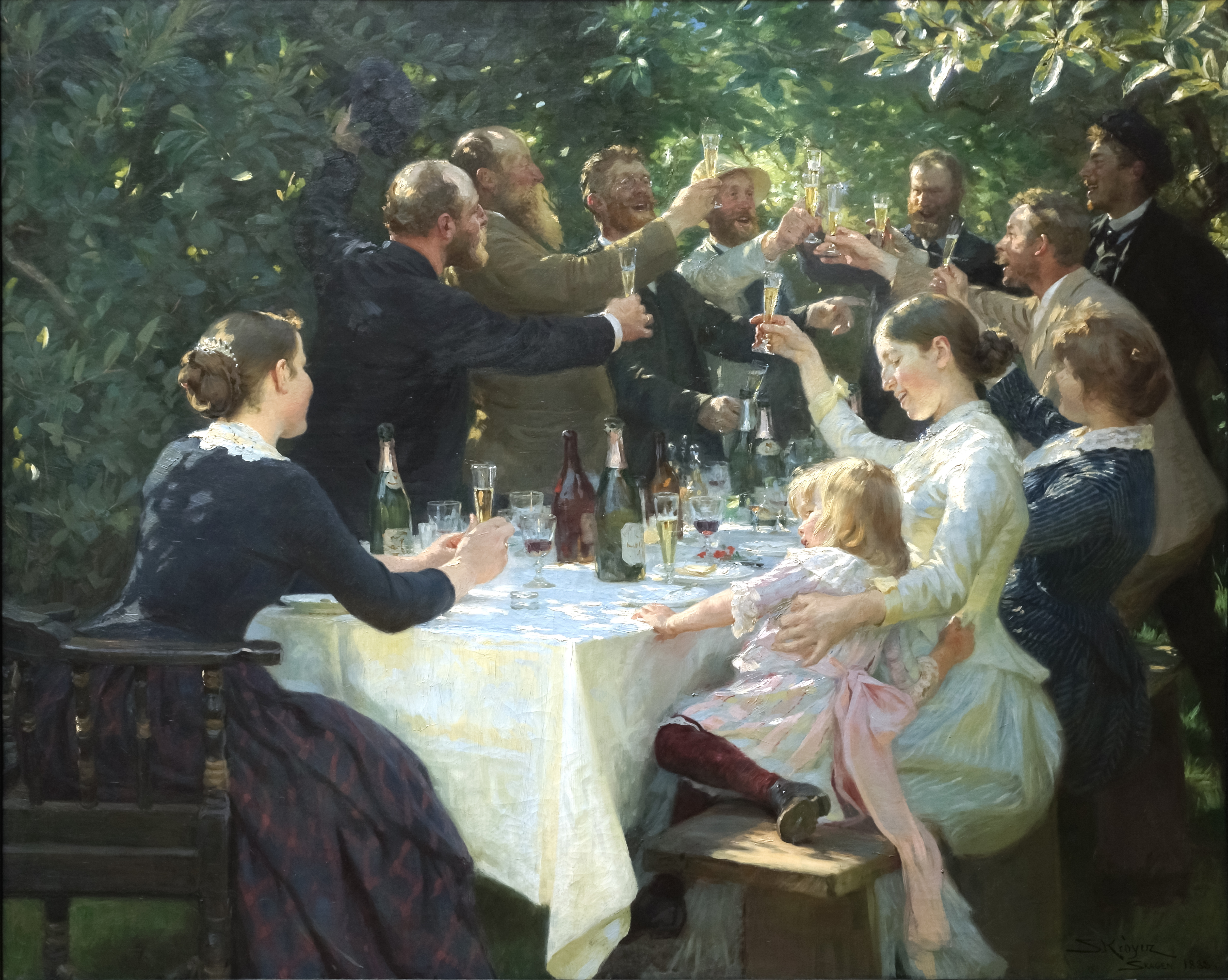
«Гіп, гіп, ура!» («Бенкет скагенських художників»)", картина данського художника П. С. Крейєра, полотно, олія. 1888 рік

Гіп-гі́п, ура́! — вигук, що вживається в якості вираження захопленого схвалення. Існує в багатьох мовах — англійській, німецькій, французькій, італійській та інших.

## Вживання
Зазвичай слова вимовляються хором, або хтось один вигукує «гіп-гіп», а всі решта разом — «ура!». На початку XIX століття вимовляли «гіп» тричі: «гіп-гіп-гіп».

## Етимологія
Етимологія виразу неоднозначна, існує багато версій походження, особливо стосовно вигуку «ура!».
Зустрічається в германських та романських мовах:
- англ. Hip hip hooray!
- нім. hipp, hipp, hurra!
- фр. hip, hip, hip, hourra!
- італ. hip! hip! hurrah!